# Білл Лінгард
Білл Лінгард (англ. Bill Lienhard, 14 січня 1930 — 8 лютого 2022) — американський баскетболіст.
Олімпійський чемпіон 1952 року.